# Владан Глишић
Владан Глишић (Приштина, 26. август 1970) српски је правник, политичар и народни посланик у Народној скупштини Републике Србије.
Бивши је члан Старешинства Двери и независни председнички кандидат на изборима за председника Републике Србије (2012). Глишић је 23. новембра 2015. основао покрет „Народна мрежа” на чијем је челу.

## Живот и образовање
Рођен је у Приштини на Косову и Метохији 1970. године. Основну и средњу школу завршио је у Аранђеловцу, а Правни факултет у Београду. Члан је покрета Двери од 2003. године.

## Политичка каријера
Активно се бави политиком од своје седамнаесте године, а од 2001. постаје сарадник покрета Двери. Године 2003. постаје члан Старешинства овог покрета. Члан Старешинства Двери био је до јуна 2015. када је овај орган покрета Двери укинут. Кандидовао се за председника Републике Србије 2012. године и освојио 2,77% гласова.
Након оснивачког Сабора Српског покрета Двери, одржаног 27. јуна 2015. на којем је укинуто Старешинство и изабрано Прелазно веће а Бошко Обрадовић изабран за председника овог покрета (до тада ова функција у покрету Двери није постојала) Владан Глишић се супротставио таквој трансформацији покрета. Није изабран ни на једну функцију у покрету након што је укинуто Старешинство. Након тога, Глишић се повукао из активности у овом покрету и наставио да у медијима критикује реформе унутар покрета које је покренуо Бошко Обрадовић. Формално је остао у чланству покрета Двери.
Српски покрет Двери саопштио је 15. августа 2015. да Владан Глишић од оснивачког сабора Двери одржаног 27. јуна 2015. не говори у име овог покрета и да може да говори само у своје лично име.
Био је правни саветник при Министарству финансија Републике Србије, као и заменик јавног правобраниоца у општини Раковица.
Од јула 2018. члан је председништва новоосноване политичке организације по имену Српски патриотски савез (СПАС) којом руководи Александар Шапић.